# Ingle Woods
Ingle Woods es una localidad de Santa Lucía que forma parte del distrito de Gros Islet.

## Toponimia
La localidad también es conocida por el nombre de Grande Riviere/Ingle Woods.